# Keisuke Okada
Keisuke Okada est un nom japonais traditionnel ; le nom de famille (ou le nom d'école), Okada, précède donc le prénom (ou le nom d'artiste).
Keisuke Okada (岡田 啓介), né le 20 janvier 1868 à Fukui au Japon et mort à l'âge de 84 ans le 7 octobre 1952, est un amiral de la marine impériale japonaise qui devient homme d'État et fut le 31e premier ministre du Japon du 8 juillet 1934 au 9 mars 1936.

## Biographie

### Jeunesse et formation
Issu d'une famille samouraï, Okada est né dans l'actuelle préfecture de Fukui. Membre de la 15e classe de l'académie navale impériale du Japon, il obtient son diplôme en 1889 en étant classé 7e sur un total de 30 élèves. Il devient ensuite aspirant sur la corvette Kongō puis sur le croiseur Naniwa (en). Il est ensuite promu lieutenant sur les croiseurs Itsukushima (en) et Takachiho (en) ainsi que sur la corvette Hiei.
Durant la guerre sino-japonaise (1894-1895), Okada sert sur le cuirassé Fuji. Après l'obtention de son diplôme de l'école navale impériale du Japon, il sert sur le cuirassé Shikishima (en) avant de devenir commandant en second du croiseur Yaeyama (en).

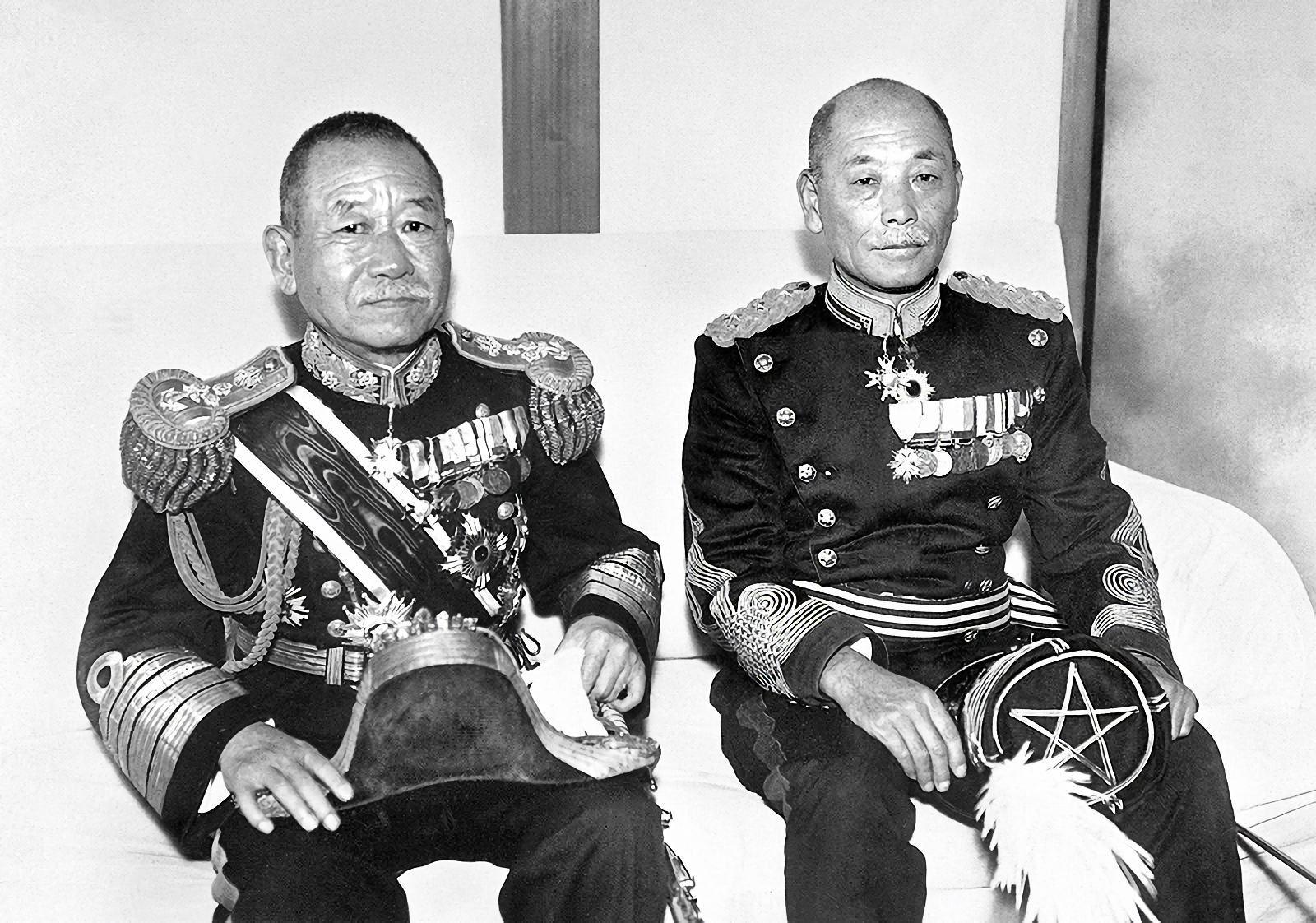
Okada (gauche) et Denzō Matsuo.

Durant la guerre russo-japonaise, Okada est commandant en second d'une succession de navires, comme les croiseurs Chitose (en), Kasuga et le cuirassé Asahi avant de recevoir son propre commandement sur le Kasuga le 25 juillet 1910. Il est transféré sur le croiseur Kashima en 1912.
Promu contre-amiral le 1er décembre 1913, Okada occupe de nombreux postes administratifs tel que commandant de la construction navale. Il est promu vice-amiral le 1er décembre 1917 puis amiral le 11 juin 1924.
Okada devient commandant en chef de la flotte combinée en 1924. En 1927, il est nommé ministre de la Marine dans le gouvernement de Tanaka Giichi mais quitte ce poste en 1929 pour devenir conseiller militaire au Conseil de guerre suprême.
Okada est l'un des plus fervents partisans (faction du traité), parmi les hauts officiers de la marine impériale japonaise, du traité de réduction de l'armement signé lors de la conférence navale de Londres (en) de 1930, où il participe aux négociations et travaille dur pour sa ratification. En 1932, il redevient ministre de la Marine dans le gouvernement de Saitō Makoto.

### En tant que premier ministre
En juillet 1934, Okada est nommé en même temps premier ministre du Japon et ministre des Affaires coloniales. En septembre 1935, il est en plus brièvement ministre des Communications. Okada est l'un des politiciens les plus modérés et démocratiques opposés à la montée en puissance des militaristes et est ainsi une des principales cibles des extrémistes prônant un Japon plus totalitaire. Il échappe de justesse à une tentative d'assassinat lors de l'incident du 26 février 1936, principalement parce que les troupes rebelles ont tué son beau-frère par erreur, ainsi que son secrétaire personnel, le colonel Denzō Matsuo. Okada ne sort de son abri que le 29 février 1936 et quitte le poste de premier ministre quelques jours plus tard.
Okada était catégorique dans son opposition à une guerre avec les États-Unis. Durant la Seconde Guerre mondiale, il forme un groupe avec des politiciens et des officiers militaires, animés des mêmes idées, et cherche un moyen de terminer les hostilités. Après les défaites japonaises à la bataille de Midway et à la bataille de Guadalcanal, Okada appelle à négocier avec les Alliés et joue un rôle important dans la chute du gouvernement de Hideki Tōjō en 1944.
Okada meurt en 1952. Sa tombe se trouve au cimetière Tama Reien à Fuchū.

## Source de la traduction
- (en) Cet article est partiellement ou en totalité issu de l’article de Wikipédia en anglais intitulé « Keisuke Okada » (voir la liste des auteurs).